# Lourenço de Assis Pereira da Cunha
Lourenço de Assis Pereira da Cunha (Coimbra, 30 de março de 1793 – Rio de Janeiro, 11 de fevereiro de 1867) foi um médico brasileiro.
Doutorado em medicina na Universidade de Coimbra em 31 de julho de 1816. Foi eleito membro da Academia Nacional de Medicina em 1835, com o número acadêmico 50, na presidência de Joaquim Cândido Soares de Meireles.